# 블랙샤크
블랙샤크(Labeo chrysophekadion)는 잉어목 잉어과에 속하는 물고기이다. 몸길이는 40cm가 되며 잉어과에선 큰편에 속한다.

## 특징과 먹이
블랙샤크는 잉어과에서 큰편에 속하는 물고기며 이름답게 상어를 연상케하는 생김새와 검은색이 상징이다. Labeo는 라틴어로 큰입술을 지칭하는 단어이며 이름답게 두터운 입술을 가지고 있다. 또한 잉어하고는 달리 입에 수염이 4개가 있는 것도 블랙샤크의 특징이다. 먹이로는 새우와 같은 갑각류와 수생 곤충 외에 수초같은 식물성 먹이까지도 먹으며 관상어로 기를 때는 애호박이나 시금치같은 식물성 먹이들도 잘 먹는다.

## 산란과 서식지
블랙샤크는 6월에서 8월사이의 여름이 주요한 산란기이며 번식을 위해선 강의 상류로 이동하는 물고기이며 주로 바위가 많이 있는 곳에 산란을 하고 비가 오는 우기일 때에 강의 상류로 이동하여 산란한다. 야생에서는 주로 큰 강의 유역에서 서식하지만 작은 지류나 운하 및 범람원에서도 발견되며 드물게는 저수지와 같은 인공시설에서도 발견된다. 주요한 서식국가로는 라오스, 태국, 캄보디아, 베트남의 메콩강 유역이나 말레이시아 반도와 인도네시아 (보르네오, 수마트라, 자바)가 된다.

## 관상어로서 주의사항
블랙샤크는 관상어로도 키우는 물고기이다. 하지만 관상어로 사용할 때에 주의사항이 있는데 관상어로 키울 때는 3자 이상의 큰 어항을 필요로 하며 블랙샤크가 마냥 온순한 물고기가 아니기 때문에 중소형 물고기와 함께 키울 경우에는 블랙샤크와 함께 합사한 중소형 물고기를 블랙샤크가 잡아먹을 수 있으므로 반드시 이점을 유의해야만 한다. 다른 종의 물고기와 아예 합사를 못하는 것은 아니지만 블랙샤크는 호전적인 성격을 가진 어종이므로 다른 어종과 합사를 할 시엔 반드시 신중히 다뤄야 한다.